# Dustin Hawthorne
Dustin Patrick Hawthorne (ur. 21 lipca 1976) – kanadyjski muzyk rockowy, basista zespołu Hot Hot Heat. 
Grał z Steve Baysem (wokalistą Hot Hot Heat) w różnych grupach z lokalnej sceny muzycznej. W 1998 spotkał Paula Hawleya (przyszłego perkusistę) co zapoczątkowało istnienie Hot Hot Heat.